# George Ellery Hale
George Ellery Hale (Chicago, 29 giugno 1868 – 21 febbraio 1938) è stato un astronomo e ottico statunitense.
Nel 1889 inventò lo spettroeliografo (uno strumento per l'osservazione del Sole in luce monocromatica) e scoprì nel 1908 i campi magnetici nelle macchie solari.
Individuò anche un ciclo di 23 anni nei quali la polarità dei campi magnetici delle macchie solari subisce una inversione.

Scoprì, inoltre, il campo magnetico generale del Sole e ne determinò le caratteristiche.

Si deve a Hale l'idea delle torri solari, che consentono l'impiego di spettrografi a grandi distanze focali.
Si laureò nel 1890 dopo aver studiato matematica, fisica e chimica al Massachusetts Institute of Technology.
Fondò l'osservatorio di Monte Wilson, di cui dal 1904 al 1923 fu direttore e dove fece installare nel 1917 un telescopio di 2,5 metri di diametro, che fino al 1948 rimase il maggiore del mondo.

In quell'anno, infatti, fu inaugurato il gigantesco telescopio di Monte Palomar (5 metri di diametro), che lo stesso Hale aveva progettato. Occorsero 20 anni per realizzarlo, ma quando entrò in funzione, Hale era scomparso già da un decennio. Il telescopio di Monte Palomar, che è stato intitolato ad Hale, ha dilatato enormemente i confini dell'universo visibile ed ha contribuito molto allo sviluppo della cosmologia.
Gli è stato dedicato un asteroide, il 1024 Hale, e un cratere su Marte.
L'American Astronomical Society dal 1978 assegna un premio annuale, il George Ellery Hale Prize, per "contributi eccezionali nel lungo periodo nel campo dell'astronomia solare" intitolato alla memoria di Hale.